# Eupithecia grisearia
Eupithecia grisearia là một loài bướm đêm trong họ Geometridae.